# American (альбом)
American (с англ. — «Американец») — одиннадцатый студийный альбом американского исполнителя Ру Пола. Релиз альбома состоялся 24 марта 2017 года, в тот же день, что и премьера девятого сезона шоу «Королевские гонки Ру Пола». По словам самого Ру, альбом  был вдохновлён политическими событиями Америки недавнего времени. Промосингл «American» был выпущен 21 марта 2017 года. Остальные синглы «Kitty Girl» и «American», выпущенные в 2018 году, были перезаписаны с финалистами третьего сезона «Всех звёзд» и десятого сезона «Гонок» соответственно.

## Список композиций
| №                   | Название                                 | Автор(ы)                               | {{{extra_column}}}  | Длительность |
| ------------------- | ---------------------------------------- | -------------------------------------- | ------------------- | ------------ |
| 1.                  | «American»                               | RuPaul Charles Lior Rosner Jack Wilson | KUMMERSPECK         | 3:04         |
| 2.                  | «Kitty Girl»                             | Charles Mark Byers                     | Markaholic          | 3:34         |
| 3.                  | «Charisma, Uniqueness, Nerve and Talent» | Charles Ellis Miah Fredrick Miñano     | Skeltal Ki Miah     | 3:50         |
| 4.                  | «Broke Me Down»                          | Charles Chris Sendziak                 | YLXR                | 2:56         |
| 5.                  | «Getaway»                                | Charles Miñano                         | Ki                  | 3:42         |
| 6.                  | «Call Me Mother»                         | Charles Miñano                         | Ki                  | 3:21         |
| 7.                  | «Spotlight»                              | Charles Warren Bembry Miñano           | Vjan Allure         | 3:20         |
| 8.                  | «Mighty Love» (featuring KUMMERSPECK)    | Charles Jimmy Harry                    | KUMMERSPECK         | 3:42         |
| 9.                  | «Hey Doll»                               | Charles Miah                           | Miah                | 3:04         |
| 10.                 | «Lady Cowboy»                            | Charles Byers                          | Markaholic          | 3:02         |
| 11.                 | «It Ain't Over»                          | Charles Miah                           | KUMMERSPECK         | 2:47         |
| Общая длительность: | Общая длительность:                      | Общая длительность:                    | Общая длительность: | 36:22        |

## Чарты
| Чарт (2017)                                 | Пиковая позиция |
| ------------------------------------------- | --------------- |
| США (Billboard Top Dance/Electronic Albums) | 12              |
| США (Billboard Independent Albums)          | 30              |